# Éric Bélanger
Pour les articles homonymes, voir Bélanger.
Éric Bélanger (né le 16 décembre 1977 à Sherbrooke, dans la province de Québec au Canada) est un joueur professionnel de hockey sur glace.

## Biographie

### Carrière de joueur
Il a été repêché par les Kings lors du repêchage d'entrée dans la LNH 1996, à la 96e position. Avant d'être repêché, Bélanger a joué au niveau junior dans la Ligue de hockey junior majeur du Québec, avec les Harfangs de Beauport et l'Océanic de Rimouski. Il a également disputé des matchs avec les Canadiens de Fredericton, les Falcons de Springfield et les Lock Monsters de Lowell dans la Ligue américaine de hockey ainsi qu'avec les Ice Dogs de Long Beach de la ligue internationale de hockey.
Bélanger a participé à son premier match dans la LNH le 6 octobre 2000 durant lequel il inscrit un but et fait deux passes décisives pour le compte des Kings. Lors du lock-out au cours de la saison 2004-2005, il a joué pour le club de Bolzano en Serie A. Après avoir rejoué avec les Kings lors de la saison 2005-2006, il est échangé avec Tim Gleason, le 29 septembre 2006, aux Hurricanes de la Caroline en retour d'Oleg Tverdovsky et Jack Johnson. Il débutera la saison 2006-2007 avec les Hurricanes avant de finir celle-ci avec les Thrashers d'Atlanta. En 2007, il rejoint l'équipe du Wild du Minnesota, puis en 2010 l'équipe des Capitals de Washington avec qui il terminera la saison 2009-2010. Il rejoint l'équipe des Coyotes de Phoenix lors de la saison 2010-2011 et joue depuis la saison 2011-2012 pour l'équipe des Oilers d'Edmonton.
Après avoir commencé la saison 2013-2014 dans la KHL avec le Avtomobilist Iekaterinbourg, il annonce son retrait de la compétition le 25 septembre 2013.

### Carrière d'entraîneur
Le 15 juin 2021, Éric Bélanger est nommé premier entraîneur des Lions de Trois-Rivières, nouvelle franchise de l'ECHL.

## Statistiques
| Saison     | Équipe                      | Ligue      |     | Saison régulière | Saison régulière | Saison régulière | Saison régulière | Saison régulière |    | Séries éliminatoires | Séries éliminatoires | Séries éliminatoires | Séries éliminatoires | Séries éliminatoires |
| Saison     | Équipe                      | Ligue      | PJ  | B                | A                | Pts              | Pun              | PJ               | B  | A                    | Pts                  | Pun                  |                      |                      |
| 1994-1995  | Harfangs de Beauport        | LHJMQ      | 71  | 12               | 28               | 40               | 24               | 18               | 5  | 9                    | 14                   | 25                   |                      |                      |
| 1995-1996  | Harfangs de Beauport        | LHJMQ      | 59  | 35               | 48               | 83               | 18               | 20               | 13 | 14                   | 27                   | 6                    |                      |                      |
| 1996-1997  | Harfangs de Beauport        | LHJMQ      | 31  | 13               | 37               | 50               | 30               | -                | -  | -                    | -                    | -                    |                      |                      |
| 1996-1997  | Océanic de Rimouski         | LHJMQ      | 31  | 26               | 41               | 67               | 36               | -                | -  | -                    | -                    | -                    |                      |                      |
| 1997-1998  | Canadiens de Fredericton    | LAH        | 56  | 17               | 34               | 51               | 28               | 4                | 2  | 1                    | 3                    | 2                    |                      |                      |
| 1998-1999  | Falcons de Springfield      | LAH        | 33  | 8                | 18               | 26               | 10               | 3                | 0  | 1                    | 1                    | 2                    |                      |                      |
| 1998-1999  | Ice Dogs de Long Beach      | LIH        | 1   | 0                | 0                | 0                | 0                | -                | -  | -                    | -                    | -                    |                      |                      |
| 1999-2000  | Lock Monsters de Lowell     | LAH        | 65  | 15               | 25               | 40               | 20               | 7                | 3  | 3                    | 6                    | 2                    |                      |                      |
| 2000-2001  | Lock Monsters de Lowell     | LAH        | 13  | 8                | 10               | 18               | 4                | -                | -  | -                    | -                    | -                    |                      |                      |
| 2000-2001  | Kings de Los Angeles        | LNH        | 62  | 9                | 12               | 21               | 16               | 13               | 1  | 4                    | 5                    | 2                    |                      |                      |
| 2001-2002  | Kings de Los Angeles        | LNH        | 53  | 8                | 16               | 24               | 21               | 7                | 0  | 0                    | 0                    | 4                    |                      |                      |
| 2002-2003  | Kings de Los Angeles        | LNH        | 62  | 16               | 19               | 35               | 26               | -                | -  | -                    | -                    | -                    |                      |                      |
| 2003-2004  | Kings de Los Angeles        | LNH        | 81  | 13               | 20               | 33               | 44               | -                | -  | -                    | -                    | -                    |                      |                      |
| 2004-2005  | HC Bolzano                  | Serie A    | 12  | 13               | 10               | 23               | 20               | -                | -  | -                    | -                    | -                    |                      |                      |
| 2005-2006  | Kings de Los Angeles        | LNH        | 65  | 17               | 20               | 37               | 62               | -                | -  | -                    | -                    | -                    |                      |                      |
| 2006-2007  | Hurricanes de la Caroline   | LNH        | 56  | 8                | 12               | 20               | 14               | -                | -  | -                    | -                    | -                    |                      |                      |
| 2006-2007  | Thrashers d'Atlanta         | LNH        | 24  | 9                | 6                | 15               | 12               | 4                | 1  | 0                    | 1                    | 12                   |                      |                      |
| 2007-2008  | Wild du Minnesota           | LNH        | 75  | 13               | 24               | 37               | 30               | 6                | 0  | 0                    | 0                    | 4                    |                      |                      |
| 2008-2009  | Wild du Minnesota           | LNH        | 79  | 13               | 23               | 36               | 26               | -                | -  | -                    | -                    | -                    |                      |                      |
| 2009-2010  | Wild du Minnesota           | LNH        | 60  | 13               | 22               | 35               | 28               | -                | -  | -                    | -                    | -                    |                      |                      |
| 2009-2010  | Capitals de Washington      | LNH        | 17  | 2                | 4                | 6                | 4                | 7                | 0  | 1                    | 1                    | 4                    |                      |                      |
| 2010-2011  | Coyotes de Phoenix          | LNH        | 82  | 13               | 27               | 40               | 36               | 4                | 0  | 0                    | 0                    | 2                    |                      |                      |
| 2011-2012  | Oilers d'Edmonton           | LNH        | 78  | 4                | 12               | 16               | 32               | -                | -  | -                    | -                    | -                    |                      |                      |
| 2012-2013  | Oilers d'Edmonton           | LNH        | 26  | 0                | 3                | 3                | 10               | -                | -  | -                    | -                    | -                    |                      |                      |
| 2013-2014  | Avtomobilist Iekaterinbourg | KHL        | 7   | 0                | 0                | 0                | 4                | -                | -  | -                    | -                    | -                    |                      |                      |
| Totaux LNH | Totaux LNH                  | Totaux LNH | 820 | 138              | 220              | 358              | 361              | 41               | 2  | 5                    | 7                    | 28                   |                      |                      |

## Transactions en carrière
- 1996 : repêché par les Kings de Los Angeles (4e choix de l'équipe, 96e au total).
- 22 décembre 2004 : signe à titre d'agent libre avec le Hockey Club Bolzano de la Série A en Italie.
- 29 septembre 2006 : échangé par les Kings avec Tim Gleason aux Hurricanes de la Caroline en retour d'Oleg Tverdovsky et Jack Johnson.
- 9 février 2007 : échangé par les Hurricanes aux Predators de Nashville en retour de Josef Vasicek.
- 10 février 2007 : échangé par les Predators aux Thrashers d'Atlanta en retour de Vitaly Vishnevski.
- 3 juillet 2007 : Signe à titre d'agent libre avec le Wild du Minnesota.
- 3 mars 2010 : échangé aux Capitals de Washington contre un choix de 2e ronde.
- 1er juillet 2011 : Signe à titre d'agent libre avec les Oilers d'Edmonton.
- 15 juillet 2013 : Signe à titre d'agent libre avec le Avtomobilist Iekaterinbourg.
- 25 septembre 2013 : annonce son retrait de la compétition.